# تاريخ استخدام النموذج الحي

إشريكية القولونية المجهرية الإلكترونية

بدأ تاريخ استخدام النموذج الحي بفكرة أن الكائنات الحية من الممكن دراستها واستخدامها من أجل التعرف على كائنات حية أخرى أو كنموذج لكائنات حية أخرى من نفس الفصيلة. يقدم النموذج الحي معايير والتي بدورها تعمل كأساس مصرح به للمقارنة بين الكائنات الحية الأخرى. يتم جعل النموذج الحي معايري عن طريق الحد من تباين الجيني، كما ان هذا التطبيق الواسع ملائم للكائنات الحية الأخرى.
تأصلت فكرة استخدام النموذج الحي لأول مرة في منتصف القرن التاسع عن طريق تجربة واحد من العلماء مثلCharles Darwin وGregor Mendel ولهم تجارب مشرفة في مجال الطبيعة وعلم الوراثة. تلك التجارب المبكرة في الحصول على معايير لمقارنة الكائنات الحية ببعضها استمرت حتى مطلع القرن العشرين، كما انه تم طرح أول نموذج حي طرح في المختبرات. كانت البداية في مطلع عام 1900 عندما دخلت ذبابة الفاكهة(Drosophila) في مجال الأبحاث المخبرية وفتحت الأبواب لنماذج كائنات حية مثل فيروس تبرقش التبع وهو أحد أنواع الفيروسات, إشريكية قولونية وC57BL/6. أدت تلك الكائنات الحية تقدما واسعا وملحوظا في القرون المنصرمة.

## التجارب المبدئية على الكائنات الحية النموذجية
بدأت بعض التجارب البدائية في ما يطلق عليه اسم النموذج الحي بسبب Gregor Mendel عندما اعتقد بأن نظرية داروين مندل غير فعالة في وصف تشكيل فصائل جديدة، كما بدأ مندل تجاربه الأولى على نبات البازلاء. وخلال تجربته للحصول على آليه والتي يمكن من خلالها شرح أفكار داروين، كما أنه قام بتهجين نبات البازلاء ومن خلال ذلك استنتج أن يمكن عزل الصفات المظهرية لنبات البازلاء. ظلت تلك الاكتشافات التي ظهرت في بداية عام 1860والتي استمرت في حالة سكون لما يقارب أربعين عام حتى تم اكتشافها مجددا في عام 1990. ثم بعد ذلك تم ربط عمل مندل بما يسمى بالكروموسومات داخل نواة كل خلية. أنشأ مندل نموذج عملي لتربية وقد تم تطبيق هذه الطريقة بنجاح لاختيار بعض الكائنات النموذجية الأولى من جنس وأنواع أخرى مثل كابياء خنزيريه ،Drosophila (ذبابة الفاكهة)، الفئران، والفيروسات مثل فيروس تبرقش التبغ.

## الكائنات الحية النموذجية الحديثة

### ذبابة الفاكهة
عملت ذبابة الفاكهة قفزة نوعية في مجال الطبيعة إلى عالم المختبرات الحيوانية في عام 1901.في جامعة هارفارد، اقترح تشارلز دبليو وودورث على ويليام إي .كاسل بأن ذبابة الفاكهة يمكن استخدامها في مجال العمل الجيني. احظر كستل إلى طلابه أول ذبابة إلى المختبرات من اجل الاستخدام التجريبي، وفي عام 1903 أعاد ويليام ج. موينكوس ذبابة الفاكهة إلى مختبره في مدرسة ميد بجامعة الهندية، والذي بدوره اقنعه عالم الحشرات فرانك إي لوتز بأنه سيكون كائنًا حيًا مناسبا لتجربه الذي كان يقوم به في محطة معهد كارنجي للتطور التجريبي في كولد سبرينغز هاربور، لونغ آيلاند حول التطور التجريبي. في بعض الأوقات في عام 1906 , تم تبني ذبابة الفاكهة من قبل رجل كان معروفا بعمله مع الذباب كان يدعى توماس هانت مورجان.كانت هناك محاولة أيضا من رجل يدعى جاكيوس لويب في معرفة التغير الجنائي لذبابة الفاكهة (دروسوفيلا)استنادا لتجربة لمورقان في العقد الأول من القرن العشرين.
يعتبر توماس هانت مورجان واحد من أكثر الرجال تأثيرا في مجال علم الأحياء التجريبي خلال مطلع القرن العشرين وكانت تجاربه مع ذبابة الفاكهة واسعة. كما أنه يعتبر واحد من أوائل الذين دخلوا في ذلك المجال من أجل معرفة إمكانية رسم خرائط كروموسومات في ذبابة الفاكهة. سيقوم مورجان بعد ذلك، بتوسيع نتائجه لعمل دراسة مقارنة لفصائل أخرى. تمكن مورغان وغيره من «علماء ذبابة الفاكهة» من التحكم في الطفرات والتكاثر الهجين لأنماط ظاهرية جديدة، وذلك من خلال الملاحظة الدقيقة. ومن خلال سنوات عديدة من التجارب، أصبحت معايير ذلك الذباب موحدة ومازالت تستخدم للبحث في الوقت الراهن.

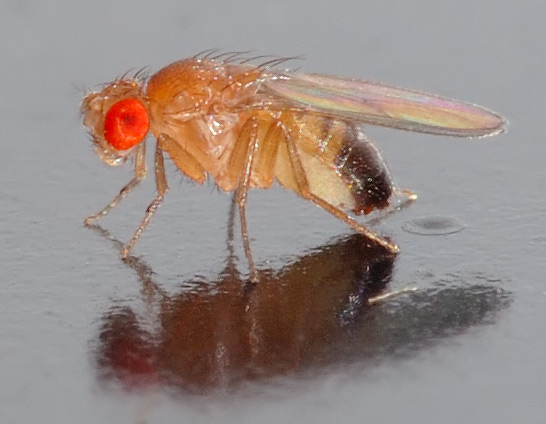
ذبابة الفاكهة ، واحدة من الكائنات النموذجية الأولى التي دخلت المختبر

### الكائنات الدقيقة

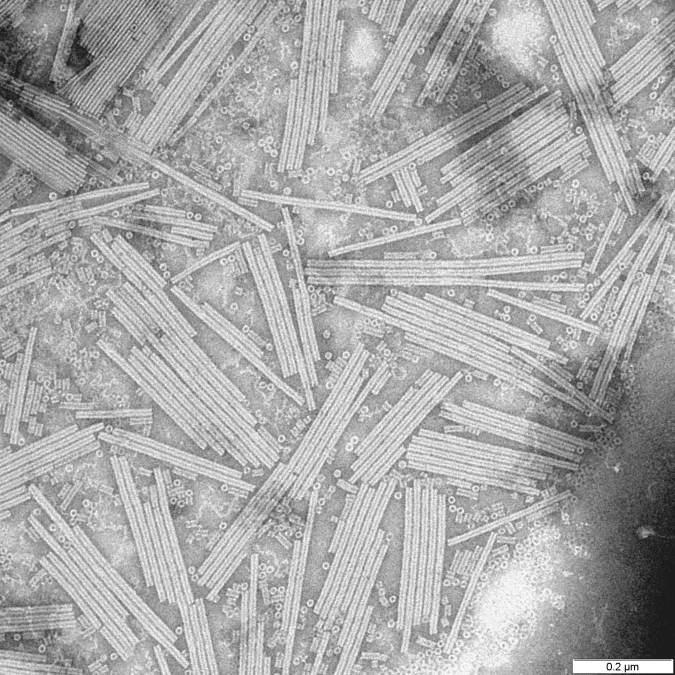
صورة مجهرية إلكترونية لجزيئات TMV

لم تكن الحشرات الكائنات الحية الوحيدة التي دخلت في المختبرات كنموذج لتجربة ولكن كان للبكتيريا نصيب من ذلك حيث تم عرضها ومع اختراع المجهر الإلكتروني في عام 1931 من قبل أرنست روسكا، ولد مجال جديد تمامًا من علم الأحياء الدقيقة. مكن هذا الاختراع علماء الأحياء الدقيقة من رؤية الأشياء الصغيرة جدا والتي لا يمكن رؤيتها بأي مجهر ضوئي، وبالتالي الفيروسات التي حيرت العلماء في مختلف المجالات، أصبحت الآن تحت الفحص العلمي. بدأ ويندل ستنالي في عام 1932 منافسة مباشرة مع كارل جي فينسون ليكون أول فرد يقوم بعزل فايروس Tobacco Mosaic, وهو فايروس كان يقتل نباتات التبغ بشكل غير مرئي في جميع ارجاء إنجلترا. كان ستانلي هو من سيقوم بتحقيق هذه المهمة أولا من خلال تغيير الرقم الهيدروجيني إلى رقم أكثر حموضة.
ومن خلال تجاربه أدرك ان الفايروس قد يكون بروتين أو ارتباطا وثيقا بأحد البروتينات.
هنالك أسباب في غاية الأهمية التي تجعل تلك الكائنات الحية الصغيرة مثل فايروس Tobacco MosaicوE. coli تشق طريقها في مختبرات علماء الأحياء الجزئية. الكائنات الحية مثل ذبابة الفاكهة والتريبوليوم كبيرة ومعقدة جدا بالنسبة للتجارب الكمية البسيطة التي أراد رجال مثل ويندل ستانلي أن يقدمها. ولكن قبل استخدام هذه الكائنات الحية الصغيرة، كان لدى علماء الأحياء الجزئية كائنات معقدة نسبيا للعمل.
تستخدم اليوم تلك الفايروسات والتي تشمل العاثيات أو البكتيريا على نطاق واسع في مجال علم الوراثة. كما أن هناك نقاد لمساعدة الباحثين لإنتاج DNA من خلال البكتيريا. يحتوي فايروس Tobacco Mosaic على DNA التي تلصق نفسها بطريقة مميزة كما انه لها تأثير على تطور نموذج Watson and Cricks لتركيب الحلزوني لحمض DNA.

### الفئران
كانت بداية كل من الحشرات والفيروسات بداية جيدة في تاريخ النموذج الحي، ولكن ما يزال هناك الكثير من التجارب والتي تشمل كائنات حية أخرى. وفي بداية القرن ظهرت الكثير من الأبحاث الطبية الإحيائية باستخدام الحيوانات خصوصا أجسام الثدييات حتى يتمكن علماء الأحياء من فهم ومعرفة العمليات الحيوية. وفي تلك الفترة أصبحت المجتمعات الإنسانية الأمريكية مهتمة جدا لحقوق الحيوان ولأول مرة بدأت في الحصول على الدعم العام لهذا المحاولة. في نفس الوقت كانت البيولوجيا الأمريكية تمر أيضًا بإصلاحاتها الداخلية الخاصة. بالإضافة إلى ذلك من عام 1900 إلى عام 1910, تم إغلاق ثلاثين مدرسة تختص بمجال الطب. خلال تلك الفترة من الاضطرابات ظهر رجل يدعى كلارنس كوك ليتل، وفي تلك الفترة ظهرت سلسلة متواصلة من الاحداث، حيث مكنته من العمل كباحث في كلية الطب بجامعة هارفارد والعمل على سرطانات الفئران، ثم بعد ذلك بدأ بتطوير سلالات واسعة من مستعمرات الفئران.
تحت اشراف الدكتور ويليام كستل، قدم ليتل مساعدة من أجل توسيع عادات تربية الحيوانات في مختبر بوسي في جامعة هارفارد بسبب الحرية التي سمح بها Castle لتشغيل المختبر ودعمه المالي من الجامعة، فقد تمكنوا من إنشاء برنامج واسع في علم الوراثة للثدييات.
```
أصبحت الفئران الحل الأمثل لتجارب الأبحاث الوراثية لثديات. كما سمحت حقيقة أنها قد تم تربية تلك الفئران من قبل «مربو الفئران» لمئات السنين بتنوع أصناف الحيوانات بينما كان لدى عامة الناس وجهة نظر معاكسة اتجاه هذه القوارض مقارنة بالكلاب والقطط. وبسبب التسامح المجتمعي تمكن ليتل قليلا ببناء فكرة جديدة ل«سلسلة وراثية نقية» ودمجها بجينات نباتية وباشر العمل أيضا على ذبابة الفاكهة والعمل بها. فكرة التوالد الداخلي من أجل تحقيق هذا الهدف المتمثل في «سلالة نقية» في الفئران قد تكون أدت إلى خلق استجابة سلبية لخصوبة الفئران وبالتالي توقف السلالة. حقق ليتل هدفه المرسوم في الحصول على سلسلة وراثية نقية للفئران في عام 1911 وتم نشر نتائجه باختصار فيما بعد، كما انه سيواصل عمله مع هذه الفئران باستخدام بحثه لتحديد التوالد الداخلي وهي طريقة فعالة في القضاء على الاختلاف وحماية المتغيرات الجينية الفريدة. كما أنه في خلال تلك الفترة أيضا كان هنالك الكثير من التجارب التي أنجزت مع تلك الفئران وأبحاث السرطانات والأورام.
[
11
]
```

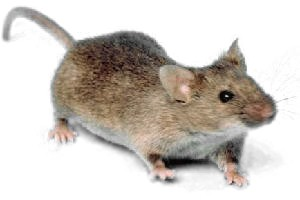
فأر المنزل ، أهم نموذج لكائن الثدييات

طوال عشرينيات القرن الماضي، استمر العمل مع هذه الفئران ككائنات حية نموذجية للبحث في الأورام وعلم الوراثة، وخلال فترة الكساد الاقتصادي تلقى هذا المجال من الدراسة أكبر ضربة له. وعندما أصبح الاقتصاد في في الحضيض، أجبرت المختبرات لبيع كميات كبيرة من الفئران وذلك من أجل اجبار اغلاقها. هذه الأهمية في الحفاظ على الأموال أدت إلى توقف استمرارية هذه السلالات من الفئران. كما انه هذا التغيير الذي شهدته المختبرات في تصدير كميات هائلة من الفئران كان أمرا سهلا إلى حد ما لو لم يكن هنالك مرافق كافية لإنتاجها وفي نهاية المطاف، في منتصف الثلاثينيات من القرن الماضي، ستعود السوق واستأنفت مختبرات الجينات في جميع أنحاء البلاد التمويل المنتظم، وبالتالي استمرت في مجالات البحث التي بدأوها قبل الكساد الاقتصادي. ومع استمرارية البحث، استمر أنتاج الفئران في مختبر جاكسون. كما كانت تلك المرافق متهيئه لإنتاج الفئران لمرافق البحث حول العالم. يتم تكاثر هذه الفئران بواسطة تقنية التكاثر المندلية والتي نفذها ليتل كممارسة معيارية في عام 1911.وهذا يعني أن الفئران التي تم العمل عليها ليست متماثلة داخل المختبر فحسب إنما أيضا في مختبرات مختلفة حول العالم.
ظلت الفئران في غاية الأهمية مع تقدم علم الوراثة الجزئي وعلم الجينوم، حيث أنه تم الانتهاء من تسلسل جينوم الفأر المرجعي في عام 2002. بشكل أكثر اتساعا، أدت المقارنة الجينية إلى تقدم مستوى ادراكنا وتعزيز أهمية الكائنات الحية النموذجية، خصوصا التي تحتوي على جينومات صغيرة نسبيًا وغير متكررة.